# Монастырь и костёл бенедиктинок (Львов)
Костёл и монасты́рь бенедикти́нок — памятник ренессансной архитектуры во Львове (Украина). Находится в центральной части города, на Вечевой площади, 2.

## История

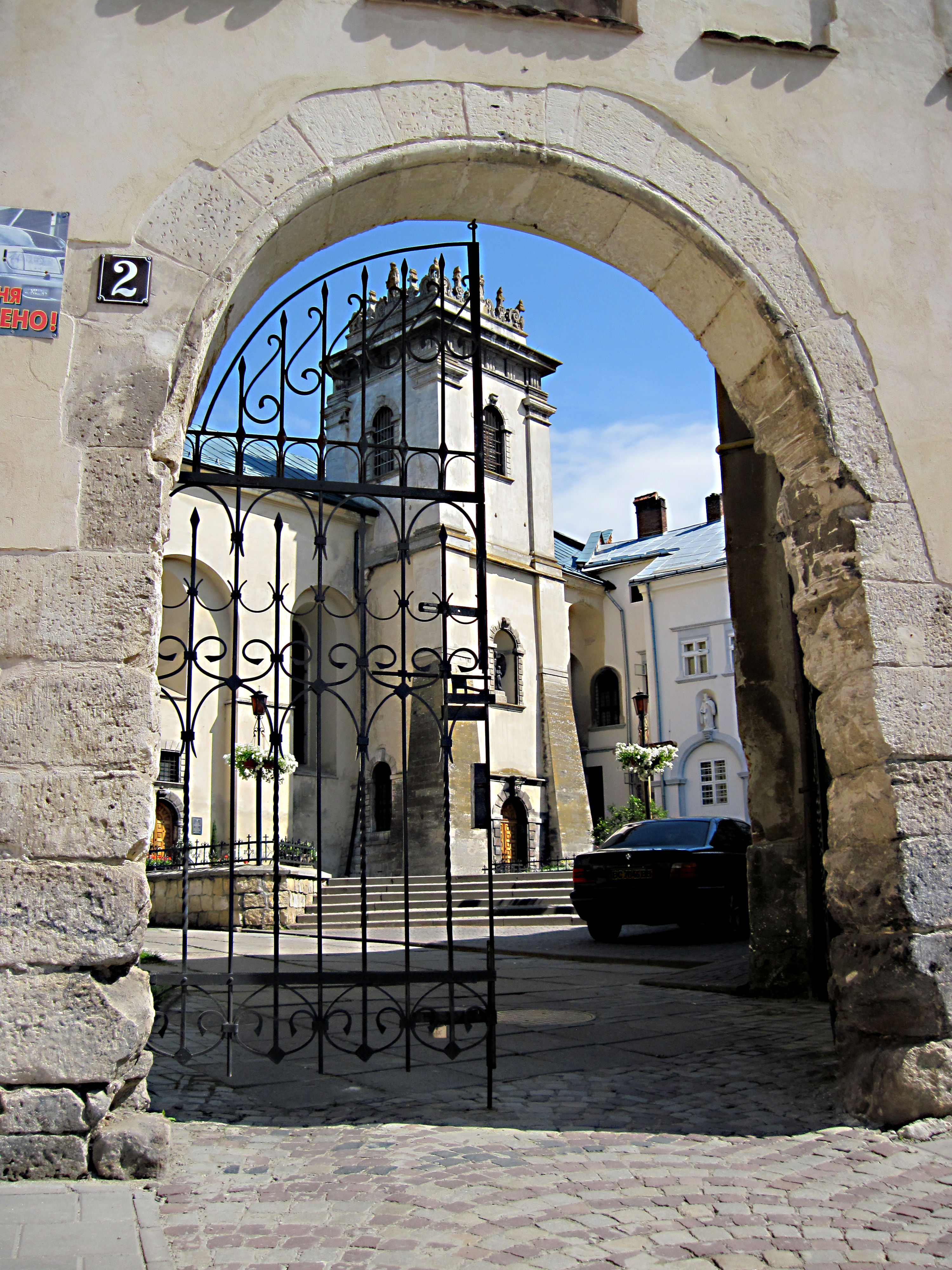
Ворота монастыря

Комплекс построен известным львовским архитектором Павлом Римлянином в 1595 году. Комплекс окружён защитными стенами (сохранились с XVII века) и выполнял функции обороны львовского посада. Здания пострадали от пожара 1623 года и затем были восстановлены к 1627 году. После пожара 1748 года комплекс восстанавливался архитектором М. Урбаником. В результате перестроек костёл утратил первоначальный облик.
Костёл бенедиктинок выполнен в камне, это прямоугольное в плане сооружение, однонефное, перекрытое крестовым сводом с нишами-аркасолиями в боковых стенах. Снаружи стены костёла расчленены нишами с размещёнными в них окнами, углы здания укреплены контрфорсами. Фасад украшен резными белокаменными порталами и башней на южном фасаде, которая венчается дорическим фризом и фигурным ренессансным аттиком. К юго-восточной части костёла примыкает каменное двухэтажное здание келий. Здание келий сохранило приёмы и элементы ренессансной архитектуры.
Сейчас костёл бенедиктинок называется храмом Всех Святых, а монастырь — монастырём Святой Покровы Сестёр Студиток.